# گاکو سوگاموتو
گاکو سوگاموتو (انگلیسی: Gaku Sugamoto؛ زادهٔ ۱۰ سپتامبر ۱۹۹۴) بازیکن فوتبال اهل ژاپن است.